# Суилли (река)
Суилли (ирл. An tSúileach) — река на севере Ирландии в графстве Донегол. Длина — около 41,8 км.
Река берёт своё начало у подножия горы Глендор, после чего протекает в восточном направлении через город Леттеркенни до устья, расположенного во фьорде Лох-Суилли в Атлантическом океане. До 1960-х годов Суилли являлась частично судоходной, однако из-за снижения уровня воды, а также по причине узкого русла и большого количества поворотов, коммерческий порт был закрыт. В 2001 году снесены портовые постройки, а до наших дней сохранился лишь угольный двор рядом с отелем «Mount Errigal».
Местные жители используют реку для рекреационных целей. Так на берегу Суилли находится старинная водяная мельница «Newmills Corn and Flax Mills», привлекающая туристов. Кроме того, река является одним из лучших мест для рыбалки на северо-западе страны. Здесь вылавливается до 300—400 особей лосося в год, самые крупные из которых достигают веса в 10-11 кг, а также множество морской форели весом до 5,5 кг.
Название Суилли по легенде произошло от имени чудовища-людоеда, который обитал в реке и был разрублен пополам Святым Колумбой. На эту тему также существует песня A Monster in the River Swilly, которую написал DJ и продюсер из Леттеркенни — Диармайд О’Догерти.